# 大野ひろみ
大野 ひろみ（おおの ひろみ、1985年9月12日 - ）は、日本のラジオパーソナリティ、マルチタレント、画家。
ニックネームはひろみん。

## 経歴
埼玉県出身、血液型はA型。目白大学短期大学部卒業。

## 主な出演番組
- ミライラジオ研究所(FM NACK5、2022年3月17日- 、パーソナリティ)[2]
- 大野もとひろ SAITAMA+(FM NACK5、2023年11月5日- 、アシスタント)[3]